# Бруза, Эмилио
Эмилио Антонио Мария Бруза (итал. Emilio Brusa, 9 сентября 1843, Тернате, Ломбардия — 14 декабря 1908, Рим, Италия ) – итальянский учёный-правовед, юрист, политик, Сенатор Королевства Италия, профессор Туринского университета, доктор наук.
В 1865 году получил докторскую степень в Павийском университете. С 1871 года работал преподавателем  международного права и философии права в Университете Модены. Шесть лет спустя стал профессором уголовного права и уголовно-процессуального права в Амстердаме. В 1880 году вернулся в Италию и стал читать лекции в Туринском университете , где  преподавал курс уголовного права и уголовного процесса.
С 1906 года был членом Сената Италии.
Эмилио Бруса был членом Международного института права с 1877 года и председательствовал на его 16-й сессии в Венеции в 1896 году.

## Избранные труды
- «Saggio di una dottrina générale del reato» (Турин, 1884);
- «Sul nuovo positivismo nella giustizia pénale» (ib., 1887);
- «Prolegomini al diritto pénale» (1888);
- «Staatsrecht des Königreichs Italien» (в Марквардсеновской «Handbach des öffentlichen Rechts der Gegenwart», Фpeйбуpг, 1892).